# 米爾波山 (瓦羅奇里省)
11°38′6″S 76°18′6″W / 11.63500°S 76.30167°W
米爾波山（Millpu），是秘魯的山峰，位於該國中南部利馬大區的瓦羅奇里省，屬於安第斯山脈的一部分，處於瓦奇瓦山東北面和瓦奇瓜科查湖東南面，海拔高度約5,238米。